# Xironomí
Xironomí är en ort i Grekland.   Den ligger i prefekturen Nomós Voiotías och regionen Grekiska fastlandet, i den sydöstra delen av landet, 60 km nordväst om huvudstaden Aten. Xironomí ligger 195 meter över havet och antalet invånare är 608.
Terrängen runt Xironomí är varierad.  Närmaste större samhälle är Vágia, 12,6 km nordost om Xironomí. 